# Amt West-Rügen
Het Amt West-Rügen is een samenwerkingsverband van 11 gemeenten in het  Landkreis Vorpommern-Rügen in de Duitse deelstaat Mecklenburg-Voor-Pommeren. Het Amt telt 9.419 inwoners. Het bestuurscentrum bevindt zich in  Samtens.

## Gemeenten
1. Altefähr (1.275)
2. Dreschvitz (753)
3. Gingst (1.227)
4. Insel Hiddensee (992)
5. Kluis (411)
6. Neuenkirchen (284)
7. Rambin (944)
8. Samtens * (1.915)
9. Schaprode (419)
10. Trent (657)
11. Ummanz (542)